# 김해선
김해선(1969년 5월 6일 ~ )은 2000년 10월부터 2000년 12월까지 전라북도 고창군에서 모두 3명의 미성년자를 성폭행 및 살해한 연쇄살인범이다. 당시 초등학생이던 정혜인(11)양과 여고생 박은미(16)양, 박홍선(13) 등이 희생당했다. 원래 다른 여고생 1명도 강간살해를 하려 했으나 미수에 그쳤다.

## 사건 일지
2000년 10월 25일 전북 고창 심원면에서 첫 번째 희생자인 정혜인 양은 단짝 친구와 문구점에서 강아지 인형을 산 뒤 집으로 돌아오던 중 실종됐다.
오후 3시 30분쯤 수업이 끝난 뒤 오후 5시 10분까지 친구들과 놀던 정양은 시간이 늦었다며 친구들과 헤어졌고 단짝 친구와 함께 집을 향해 걸었다가 인근 중학교 정문 앞에서 공중전화를 통해 전화를 걸었는데 전화를 받은 중학생 오빠가 엄마한테 데리러 가시라고 전해 주겠다고 말하며 전화를 끊었고 다시 걸어가기 시작했으며 이후 단짝 친구와 문구점에서 강아지 인형을 산 뒤 헤어졌는데 그때가 6시 10분쯤이었다.
한편 정양의 엄마는 저녁 7시까지 계속해서 딸을 찾다가 결국 인근에 있는 해리 파출소로 달려가 실종신고를 했고 경찰과 인근 지역 주민들은 잠도 못자고 수색 했지만 지만 정 양을 찾지 못했다.
다음날 오전 9시 30분 정 양은 해리면 평지리 야산에 무덤 위에 나체 상태로 누군가 십자가 모양으로 반듯하게 눕혀놓고 도망간 상태로 있는 채로 발견되었다. 시신이 발견된 곳은 담양-해리 간 국도변에서 샛길을 따라 올라온 지점이었는데 정 양이 살던 마을까지는 한참 더 들어가야 하는 곳으로 평소 사람들의 통행이 드문 장소이며정양의 셔츠와 점퍼는 둘둘 말린 채 베개처럼 목을 받치고 있었고 바지는 접힌 채 방석처럼 엉덩이 밑에 놓여 있었다. 흉기로 찢어낸 정양의 옷과 잘린 바지 조각, 운동화 등은 모두 책가방 속에 가지런히 담긴 채 사체의 발 옆에 놓여 있었다. 어린 소녀의 음부는 쓸린 상처와 출혈흔적으로 엉망이었다. 며칠 뒤 피해자가 범인의 손이나 사물로 성추행을 당한 뒤 목 졸려 숨진 것이라는 국과수 검시관의 부검 결과가 발표됐다. 정액반응 양성과 처녀막 파열이라는 국과수 공식소견이 있었다.
시신 발견 직후 현장을 철저히 봉쇄한 채 현미경을 들고 바닥을 훑던 현장 감식반은 범인것으로 보이는 족적과 모발, 체모 몇 점의 귀중한 소득을 얻었다.
경찰은 범행 후 시신을  십자가 형태로 눕혀 놓은 것은 범인이 마치 어떤 메시지를 전달하려는 것처럼 보이기도 했다. 따라서 당시 경찰 내부와 언론에서는 사이비종교에 소속됐거나 정신질환이 있을 가능성이 높다고 제기되면서 혼란에 빠지기도 했다.
12월 19일 전북 고창 무장면에서 술에취해 범행상대를 물색하던 김해선은 혼자 귀가하던 여고생을 발견하고 추적하나 여고생이 이상한 느낌을 느끼고 도망쳐 범행에 실패했으며 수업을 마치고 귀가하던 중고생 남매가 실종됐다. 남매가 사라진 뒤 반나절 만인 다음날 아침 9시 20분 경, 피해자의 집에서 300여 미터 떨어진 풀밭에서 중학교 1학년인 남동생 박홍선 군이 목이 졸려 숨진 채 발견됐다. 박 군의 사체는 목도리로 눈을 가린 상태였고, 시신의 목에는 노란 노끈이 단단히 매듭지어져 있었다. 5미터 옆에서 예리한 도구로 잘린 여성의 브래지어와 팬티가 발견되었는데 누나인 박은미 양의 것이었다.
누나인 고등학교 1학년 박은미 양의 주검은 남동생의 시신과 500여 미터 떨어진 야산에서 발견됐다. 치마는 뒤집힌 채 가슴 위쪽까지 걷어 올려져 얼굴을 덮고 있었고 , 두 손은 노끈과 스타킹으로 나무에 결박되었으며 다리는 각각 다른 나무에 노끈과 스타킹으로 결박되어 있었다. 왼발은 스타킹이 모두 벗겨져 있었고 오른발은 모두 신겨져 있었으며 입 안에는 장갑이 물려진 채 교복상의는 활짝 열려 있었다. 또한 목, 다리, 가슴, 여성의 생식기등 여러 부위를 칼로 찌르거나 벤 상처가 있었으며 오른쪽 허벅지는 가로 15cm 세로 20cm를 도려내 사라져 있었다.(검거후 도려내어진 부분은 김해선의 집 앞 도랑에서 발견된다. 일부는 김해선이 먹었다고 증언한다.)
첫 번째 살인사건이 벌어진 지 56일 만이자 박 양 남매가 시신으로 발견된 바로 다음날 수사팀은 목격자의 결정적 제보에 의해 김해선을 검거, 그로부터 범행을 자백받는다.

## 처벌
2001년 7월 11일 전주지방법원 정읍지원(형사합의1부)은 성폭력범죄의 처벌 및 피해자 보호 등에 관한 법률 위반(강간 등 살인) 등의 혐의로 구속 기소된 김해선에게 사형을 선고했다. 김해선은 곧바로 광주고등법원 형사1부에 항소하였으나, 2001년 9월 27일 항소심 재판부 광주고등법원 형사1부는 그에 대한 항소를 기각하였다. 2001년 12월 24일 대법원은 김해선에게 사형을 선고한 원심을 확정하였다. 지금 광주교도소에서 복역 중이라고 한다.
수 차례에 걸쳐 어린 생명을 잔혹하게 유린하였던 흉악범임에도 불구하고 정작 자신의 몸에 주삿바늘을 꽂는 일조차 매우 두려워했던 그는 이후 재판에 회부되어 사형이 확정되었으나, 대한민국은 실질적으로는 사형이 폐지된 나라이기 때문에, 김해선은 가석방되지 못하는 무기수로서 현재도 수감되어 있다.
사건 발생 5년이 흐르고 현장기록 형사 에피소드 22화에서 김해선의 편지가 나왔으나 자신의 잘못을 인정하기보다 끔찍한 사건의 원인을 여전히 다른 곳에서 찾고 있었다.
한 피해자 유족은 사건 한 달 뒤에 다른 지역으로 이사 갔으며, 영혼결혼식을 치렀다고 한다. 표창원은 초동대응만 빨랐다면 남매가 시신으로 발견되는 일이 없었을 것이라고 해서 안타까움을 표현했다.

## 프로파일링
경찰대학교 표창원 교수는 저서 '한국의 연쇄살인'에서 김해선 사건을 '사이코패스 범죄'로 분류했다. 또한 경찰의 초동 대응이 빨랐다면 제2의 피해를 막을 수 있었을 것이라며 안타까움을 표했다.
수사 중 주사 바늘이 무서우니 머리카락으로 혈액형 검사를 하라는 등의 연쇄살인마로는 어울리지 않는 언행을 하고, 검거 직후에도 술에 취해 담당 형사가 취조 중 계속 깨워야 했다. 또한 형사들이 경악한 것은 살인당일 시청한 토크쇼 서세원쇼 내용까지 뚜렷이 기억한다는 것이다. (박 양을 잔혹하게 살해한 이유는 박 양이 처녀가 아니였기 때문이라는 둥 예전 여자가 떠올랐다는 둥 횡설수설 했으나 언론에 보도되지는 않았다.)

### 성장과정
그는 아버지 농사일을 도왔지만 정신질환으로 일을 제대로 할 줄 몰랐고 수시로 술을 마셨다. 어린시절 김해선은 아버지로부터 습관적으로 맞았다. 아버지는 그의 옷을 벗기고 벨트로 온 몸을 무차별하게 때렸다. 집에서 내쫓기도 했다. 상처때문에 김해선은 대중목욕탕을 가 본적이 없다고 했다. 어린 시절 강아지나 고양이 등 작은 동물을 괴롭히며 스트레스를 풀던 그는 중학생 때는 이웃집 소를 낫으로 찍어 죽이는 등 극도로 폭력적인 성향을 띠기 시작했다. 그는 16세 때 특수절도죄로 가정법원에 송치됐고, 24세 때는 짝사랑하던 여자를 강간할 목적으로 절단기 식칼을 소지한 채 여자의 방에 침입했다가 징역 1년 6개월, 집행유예 2년을 선고 받았다. 26세 때는 펜팔을 통해 알게 된 여자를 자신의 자취방으로 유인해 강간한 죄목으로 징역 3년에 집행유예 4년형을 받았다. 27세 때 부산에 가서 원양어선 식당 종업원으로 일하면서 선원들의 매듭 사용법을 배웠고 회칼을 능숙하게 다루게 됐다. 그러다 부산에서 사귄 다방 종업원으로부터 선원생활에서 번 돈을 전부 사기당하면서 격심한 배신감을 느끼고 사건 3개월 전인 2000년 7월에 고향 전북 고창으로 돌아왔다.

## 같이 보기
- 한국의 연쇄살인 - 표창원 경찰대학교 교수
- 연쇄 살인범
- 강호순
- 정두영
- 정남규
- 유영철
- 사이코패스